# Plectranthus argentatus
Espèce
Classification phylogénétique
Taxons de rang inférieur
- Voir le texte

Plectranthus argentatus est une espèce de plantes à fleurs de la famille des Lamiacées. Il est originaire d'Australie où il pousse à l'état sauvage sur des affleurements rocheux dans les régions côtières du Queensland et de la Nouvelle-Galles du Sud. Il est rustique jusqu'en zone 10 (−1 °C)(USDA hardiness zone) . Il forme un buisson d'un mètre (3 ft) de haut et s’étale autant en largeur. Les feuilles sont ovales à ovoïdes, de 5 à 11,5 cm de long, et de 3 à 5,5 cm de large avec un bord crénelé, elles sont couvertes de poils argentés (d'où le nom spécifique). Les fleurs sont portées en racèmes terminaux de 30 cm (12 in) de long, et sont blanc bleuté,.
Cette espèce a été décrite en 1971 par Stanley Thatcher Blake, botaniste du Queensland qui lui a donné son nom spécifique  argentatus (Latin pour « argenté »), en référence à la couleur des feuilles.

## Culture
Plectranthus argentatus est cultivé dans les régions tempérées en tant que plante annuelle et est utilisé dans les massifs de fleurs et les jardinières pour son feuillage décoratif. Il reprend très facilement de bouture ou peut être semé.

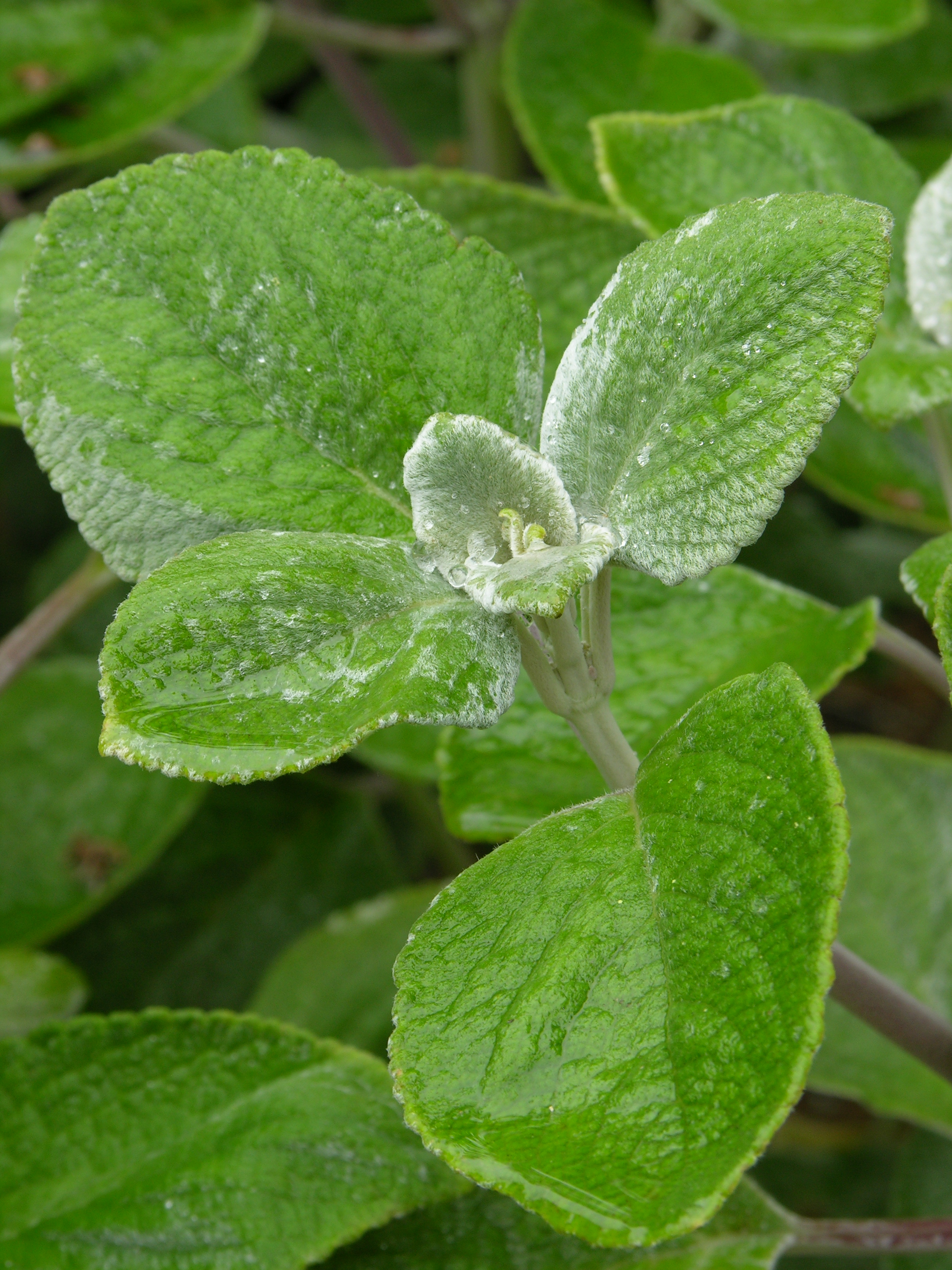
feuillage en gros plan.